# Iris Bokinge
Iris Bokinge, född 28 april 1956 i Ekshärad, Värmland, är en svensk konstnär och bildterapeut.
Bokinge studerade vid Gerlesborgsskolan i Bohuslän och Provence samt kurser i akvarell, olja och tempera. Bland hennes lärare märkas Arne Isacsson, Morten Paulsen, Inger Wallertz, Georg Suttner, Lillebil Dernehl samt Gunilla Grundeus och vid Folkuniversitetet i Kungälv med krokistudier för Rainer Hoffmann samt akvarellstudier för Greta Rudman, Paul Riley och Lars Lerin. 
Hon har medverkat i utställningar på bland annat Liljevalchs vårsalong, och med Götaälvdalens konstförening på Lödöse museum, Repslagarmuseet i Älvängen, Ekshärad, Konstens vecka på Eka Nobel Bohus, Hospice Gabriel i Lidköping, Konstgillet i Vänersborg, Car Art på Volvo Cars, Glasbruksmuseet i Surte, Konstfrämjandet i Uddevalla, Höstsalongen i Torsby, Trollhättans konsthall och Kollängens Tingshus Lidköping. 
Hon har tilldelats Ale kommuns kulturstipendium 2004.
Bokinge är representerad i Ale kommun, Lilla Edets kommun och Kungälvs kommun.